# Cochlidium connellii
Cochlidium connellii là một loài dương xỉ trong họ Polypodiaceae. Loài này được Baker ex C.H. Wright A.C. Sm. mô tả khoa học đầu tiên năm 1930.